# Christian Wurstisen
Christian Wurstisen (em latim: Christianus Urstisius; Liestal, 23 de dezembro de 1544 — Basileia, 29 de março de 1588) foi um matemático, teólogo e historiógrafo alemão. Seu nome é também grafado como Wursteisen, Wurzticius, Ursticius, Urstisius, ou Urstis.

## Obras
- Wurstisen, Ch.: Bassler Chronick, dariñ alles, was sich in Oberen Teutschë Landen, nicht nur in der Statt und Bistumbe Basel, von ihrem Ursprung her, ... biss in das gegenwirtige MDLXXX. Jar, gedenckwirdigs zugetragen: sonder auch der Eydtgnoschafft, Burgund, Elsass und Breissgow ... warhafftig beschrieben: sampt vieler Herrschafften und Geschlechtern Wapen und Stambäumen, etc. (Eine Missive Enee Sylvii ... darinn die Statt Basel kurtzlich beschrieben. Durch C. Wurstisen ... vertolmetscht.).. pp. xx. 655. Sebastian Henricpetri: Basel, 1580. fol. Christian Wurstisen no Google Livros
- Wurstisen, Ch. (Urstisius): Elementa arithmeticae, logicis legibus deducta in usum Academiae Basiliensis. Opera et studio Christiani Urstisii. Basileae, 1579. Sebastian Henricpetri.
- Wurstisen, Ch.: Germaniae historicorum illustrium, quorum plerique ab Henrico IIII Imperatore usque ad annum Christi, MDCCCC ... res gestas memoriae consecrarunt, tomus unus [-pars altera], Volume 1, apud heredes Andreae Wecheli, 1585 Christian Wurstisen no Google Livros
- Matthias of Neuenburg, Albert of Straßburg, Johannes Cuspinianus, Christian Wurstisen: Matthiae Neoburgensis Chronica, cum continatione et Vita Berchtholdi de Buchegg: Die Chronik des Matthias von Neuenburg nach der Berner- und Strassburgerhandschrift mit den lesarten der ausgaben von Cuspinian und Urstisius, Stämpflische Buchdruckerei (G. Hünerwadel), 1866 Christian Wurstisen no Google Livros